# Уютне (заказник)
«Ую́тне» — лісовий заказник місцевого значення, розташований на території Сквирського району Київської області.

## Загальні відомості
Заказник створений рішенням 16 сесії ХХІ скликання Київської обласної ради від 10 березня 1994 року.
Терени природоохоронного закладу лежать в межах Сквирського лісництва державного підприємства «Білоцерківське лісове господарство» (усі виділи 21 кварталу) в адміністративних межах Шаліївської сільської ради Сквирського району.

## Опис
Заказник є системою двох розташованих поряд балок, розділених гривкою. Тут переважає листяний ліс із домінуванням в деревостані ясена, що є рідкісним для області. Значну участь у деревостані беруть також дуб звичайний, місцями — липа, наявні береза, дика груша, яблуня лісова. Травостій складають типові неморальні види, такі як купина лікарська та багатоквіткова, жовтець кашубський, чина весняна, фіалка дивна, копитняк європейський.
У зв'язку зі значною зволоженістю, особливо по дну та в прилеглих частинах балок, відмічені такі вологолюбні види, як розрив-трава дрібноквіткова, що переважає на окремих ділянках, кропива дводомна, щитник чоловічий, безщитник жіночий, хміль. Із малопоширених видів слід зазначити купину широколисту, валеріану високу, воронець колосистий. Є великі популяції цінних лікарських рослин: первоцвіту весняного, конвалії травневої, собачої кропиви п'ятилистої. Цікавою в ботанічному плані є наявність в масиві великих популяцій лілії лісової, занесеної до Червоної книги України.
У масиві на схилі балки існують насадження вільхи сірої віком 40—45 років — виду, який в Україні трапляється біля гірських річок Карпат та на рівнині лісів не утворює. Також наявні насадження ялини, в яких дерева сягають висоти 24—26 м при товщині стовбурів 42—44 см.

## Галерея

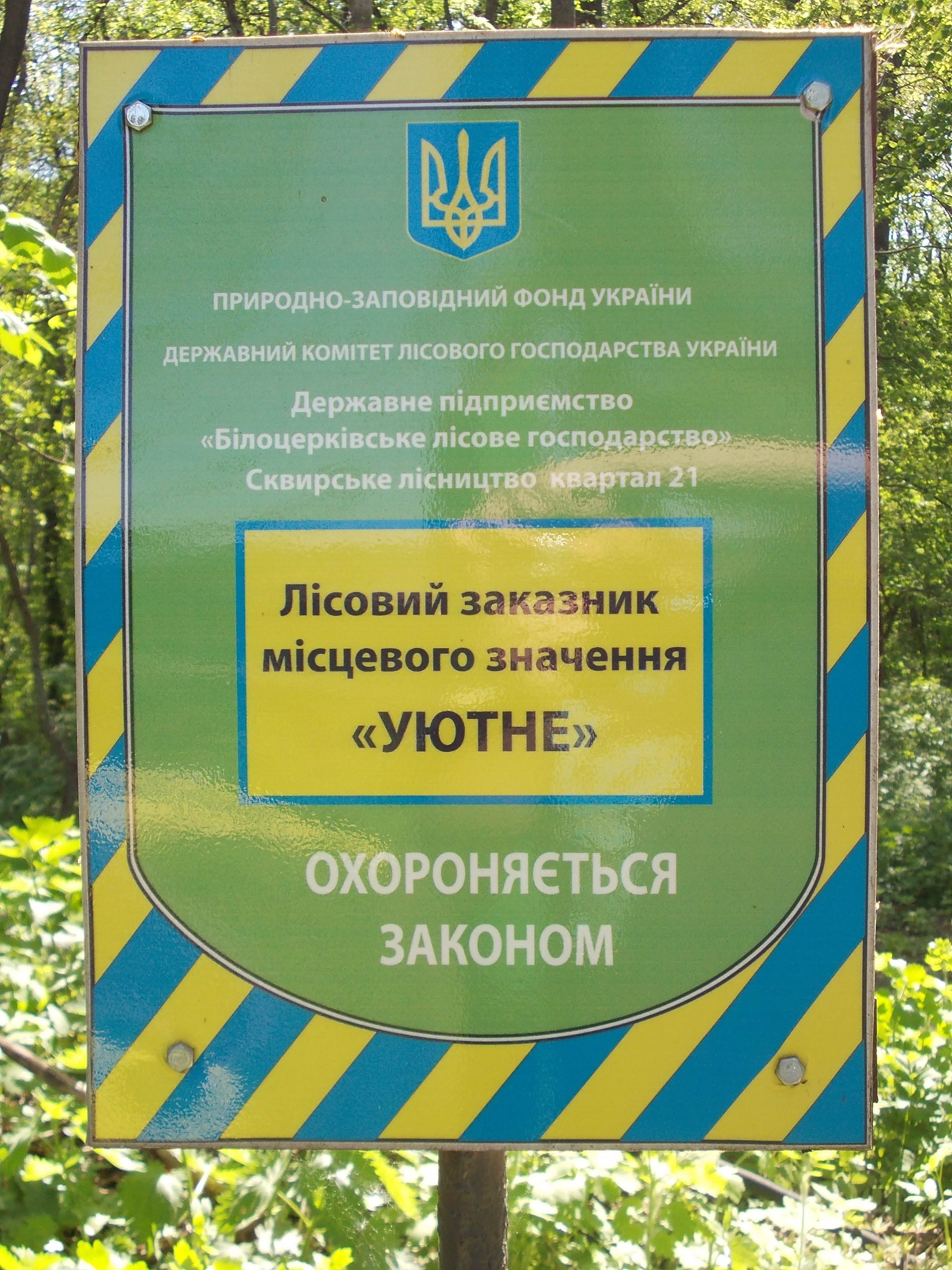
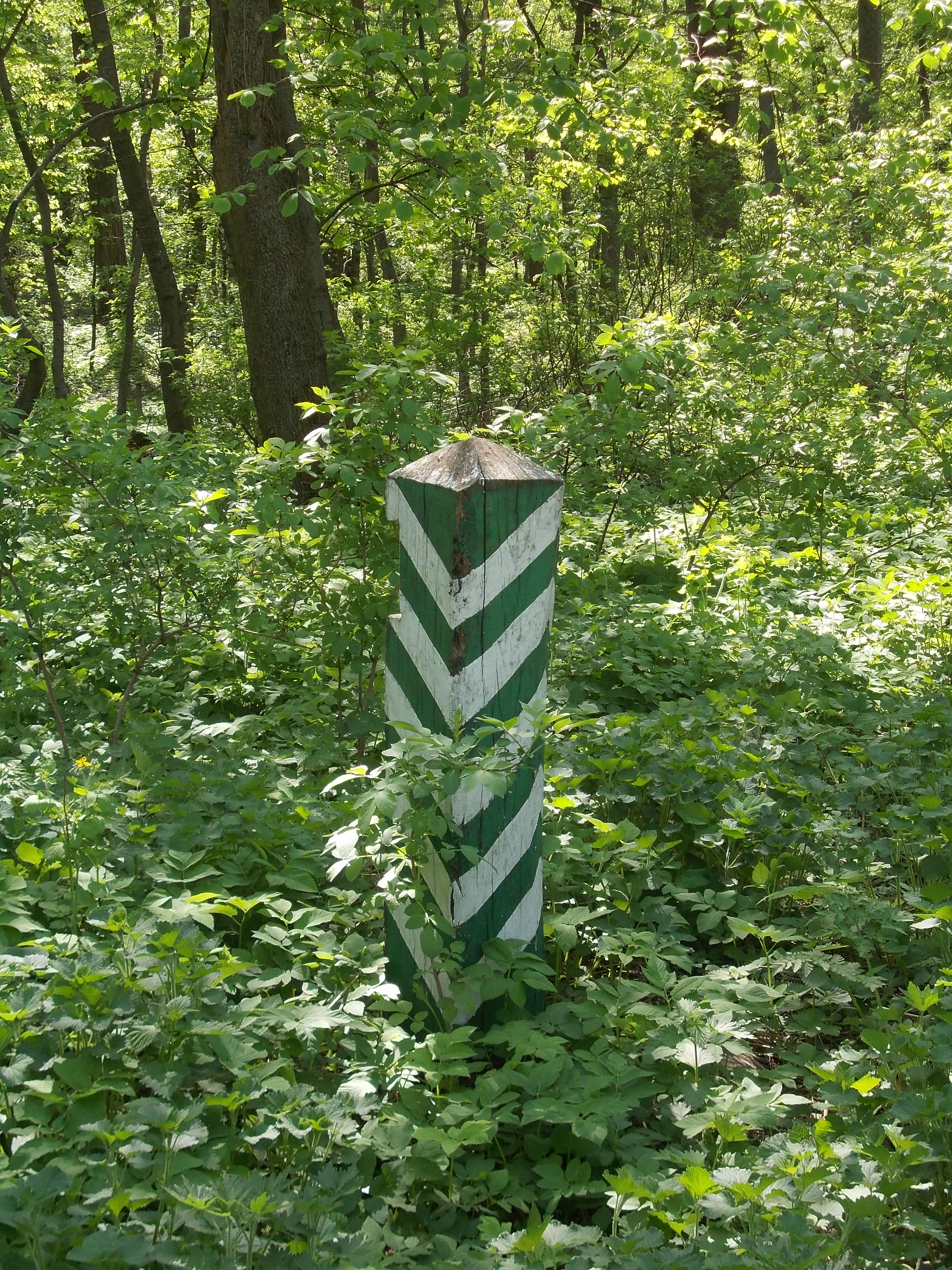
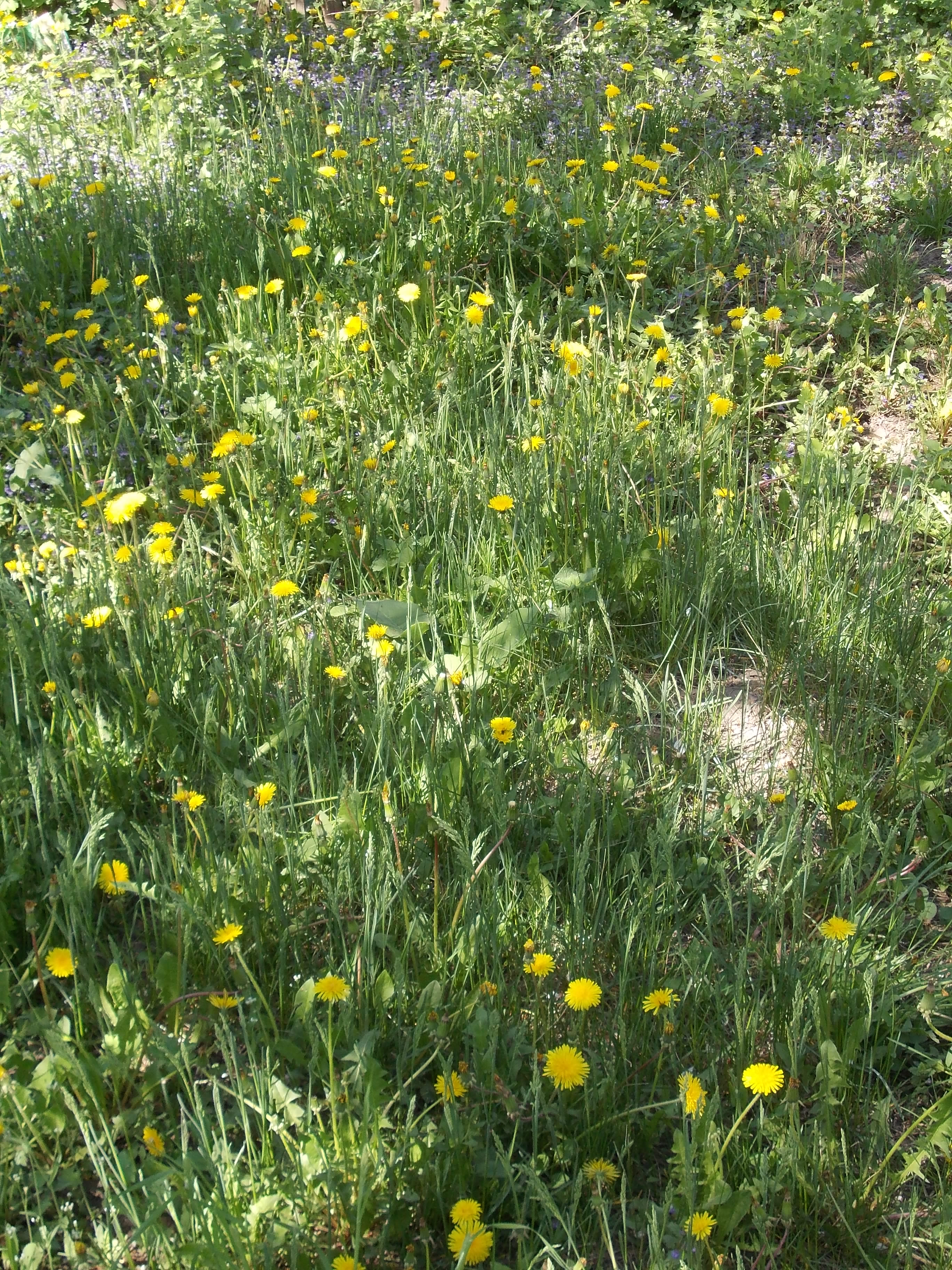
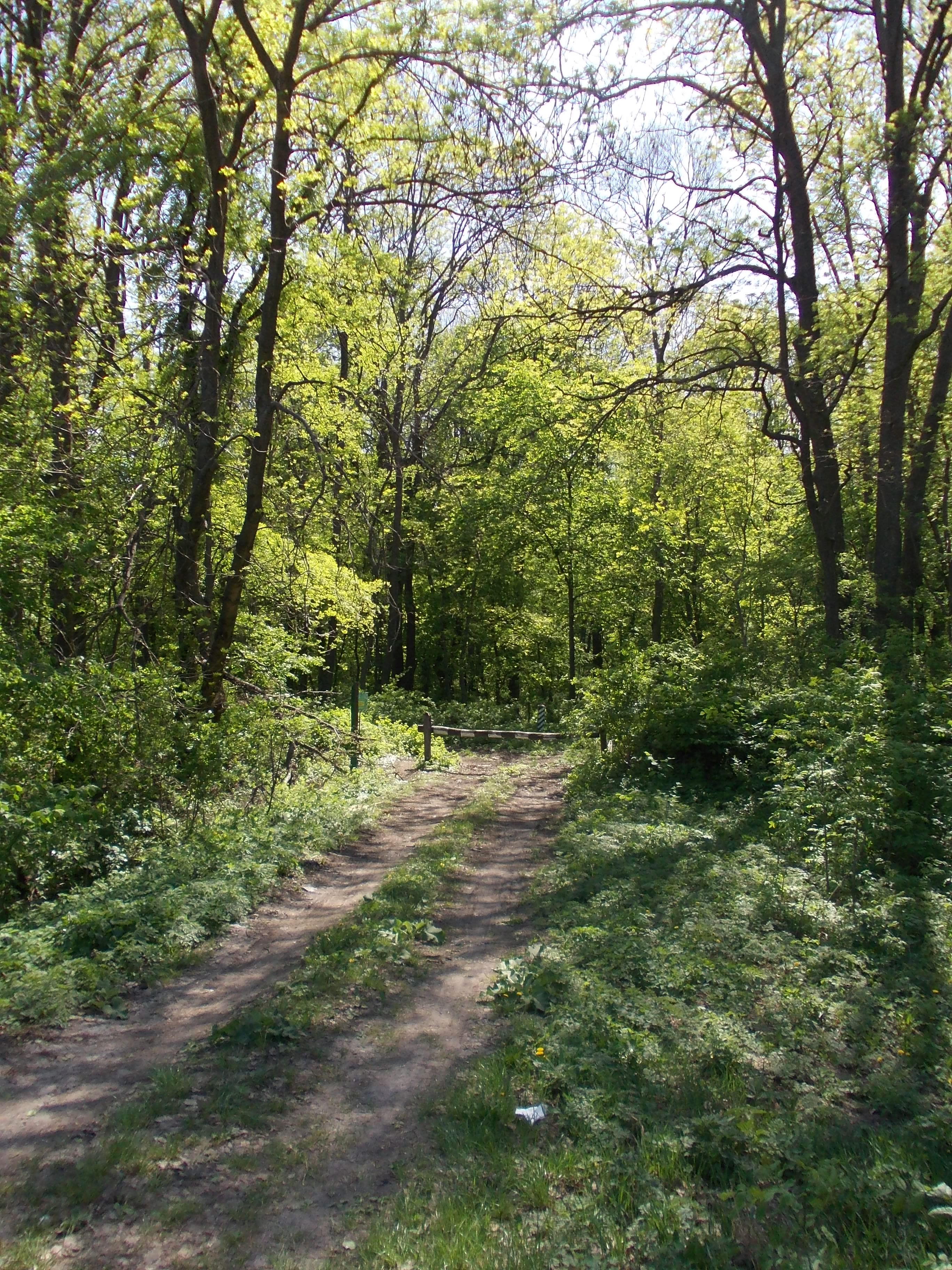
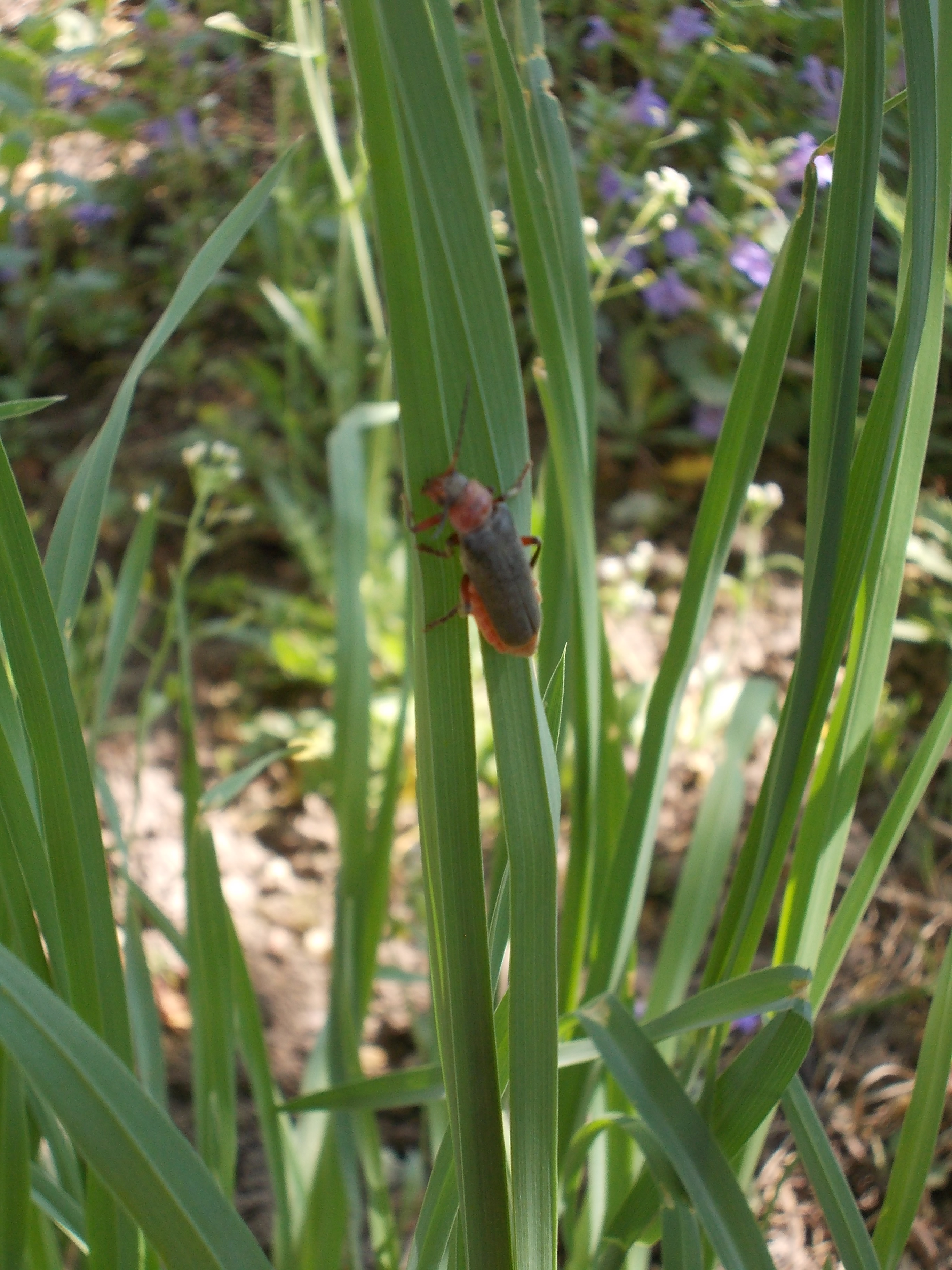
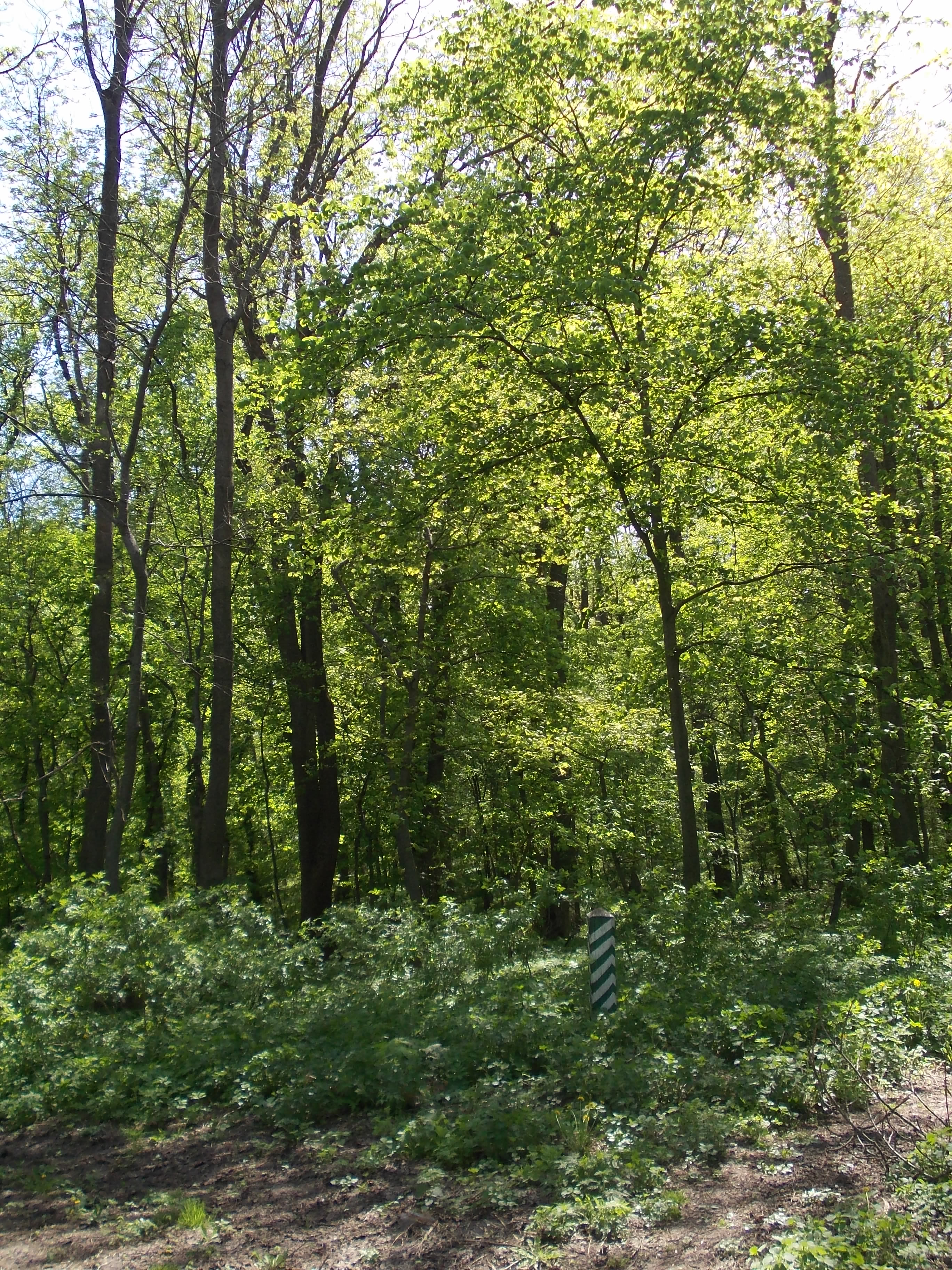
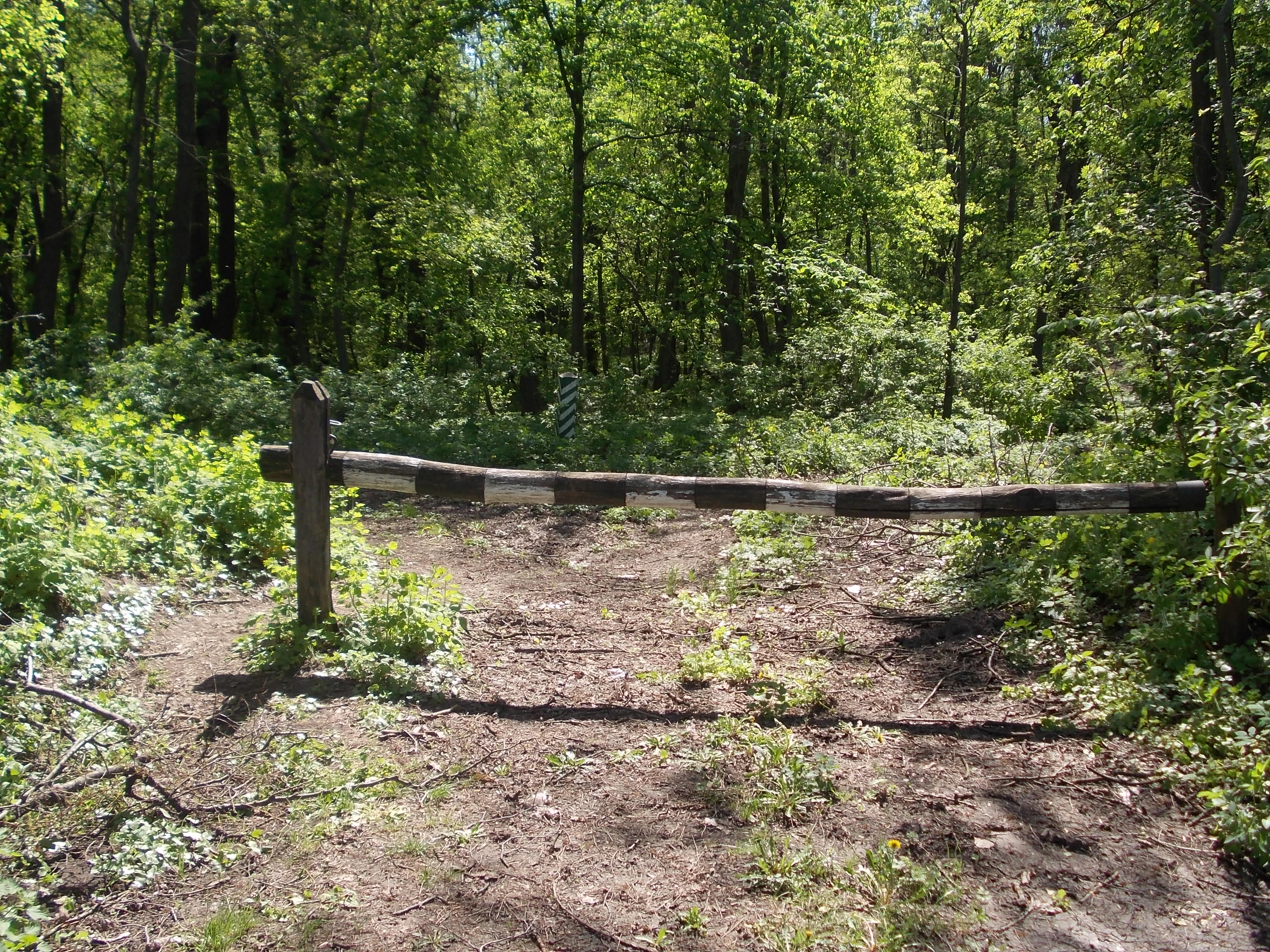
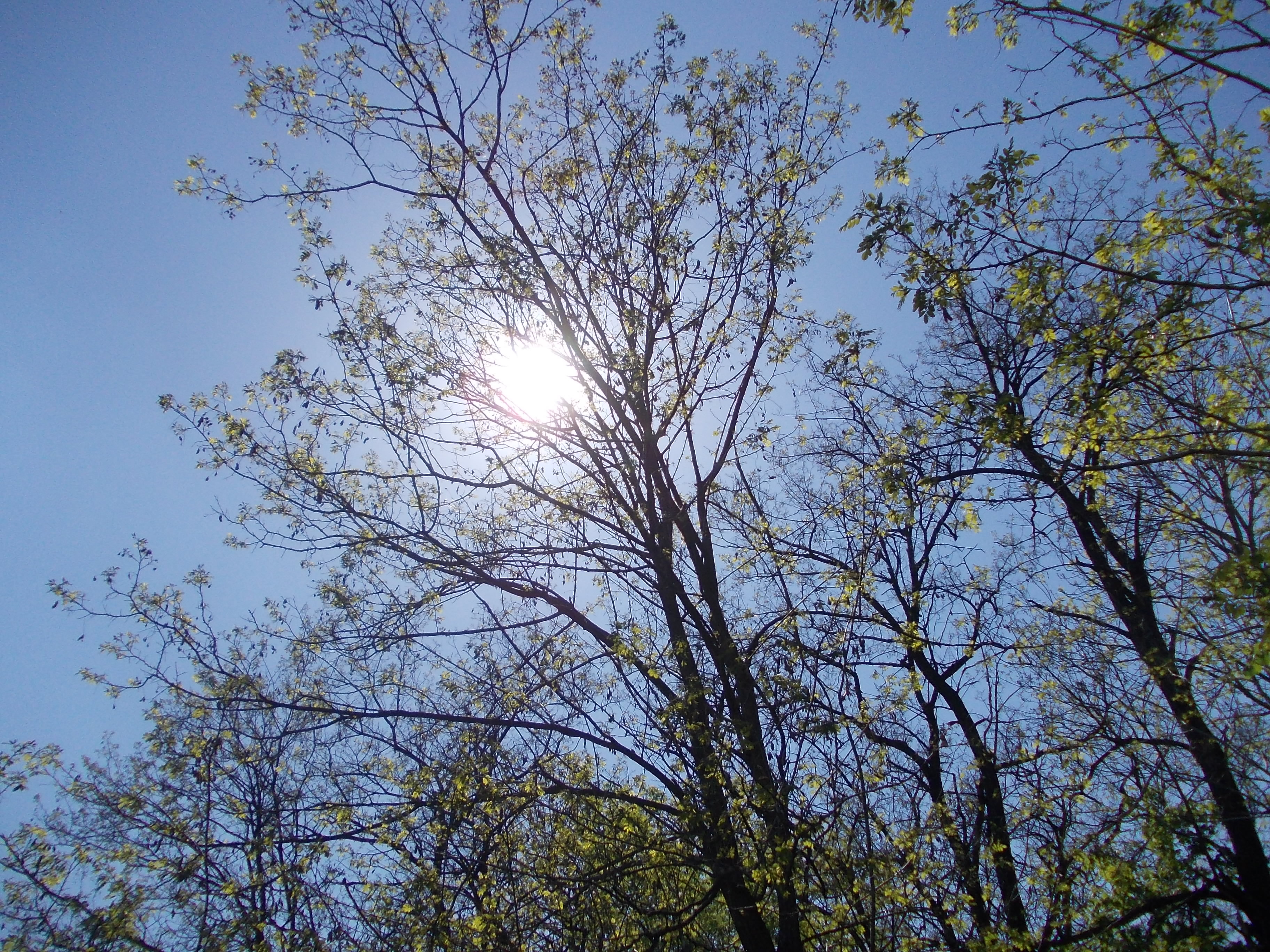
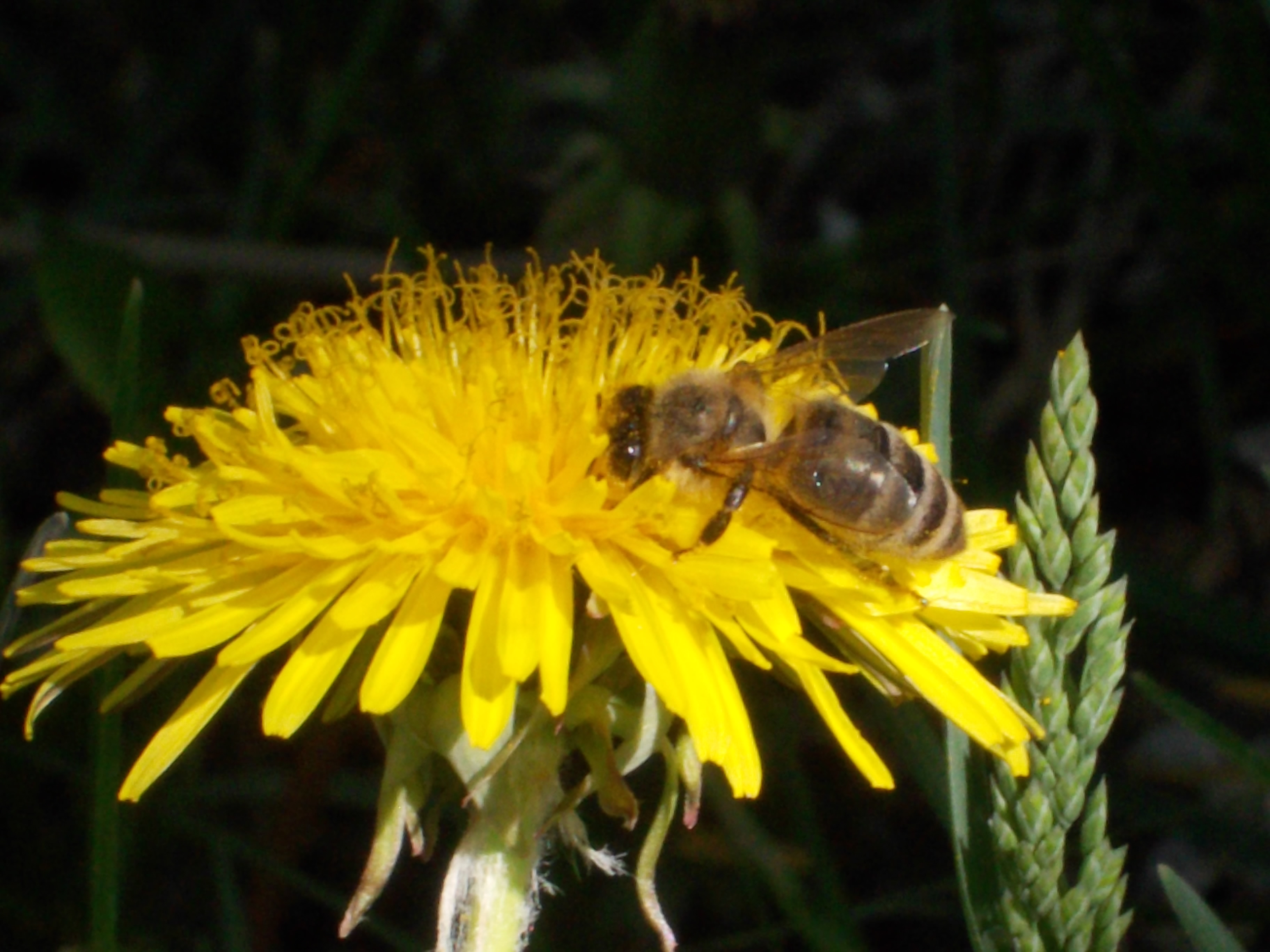
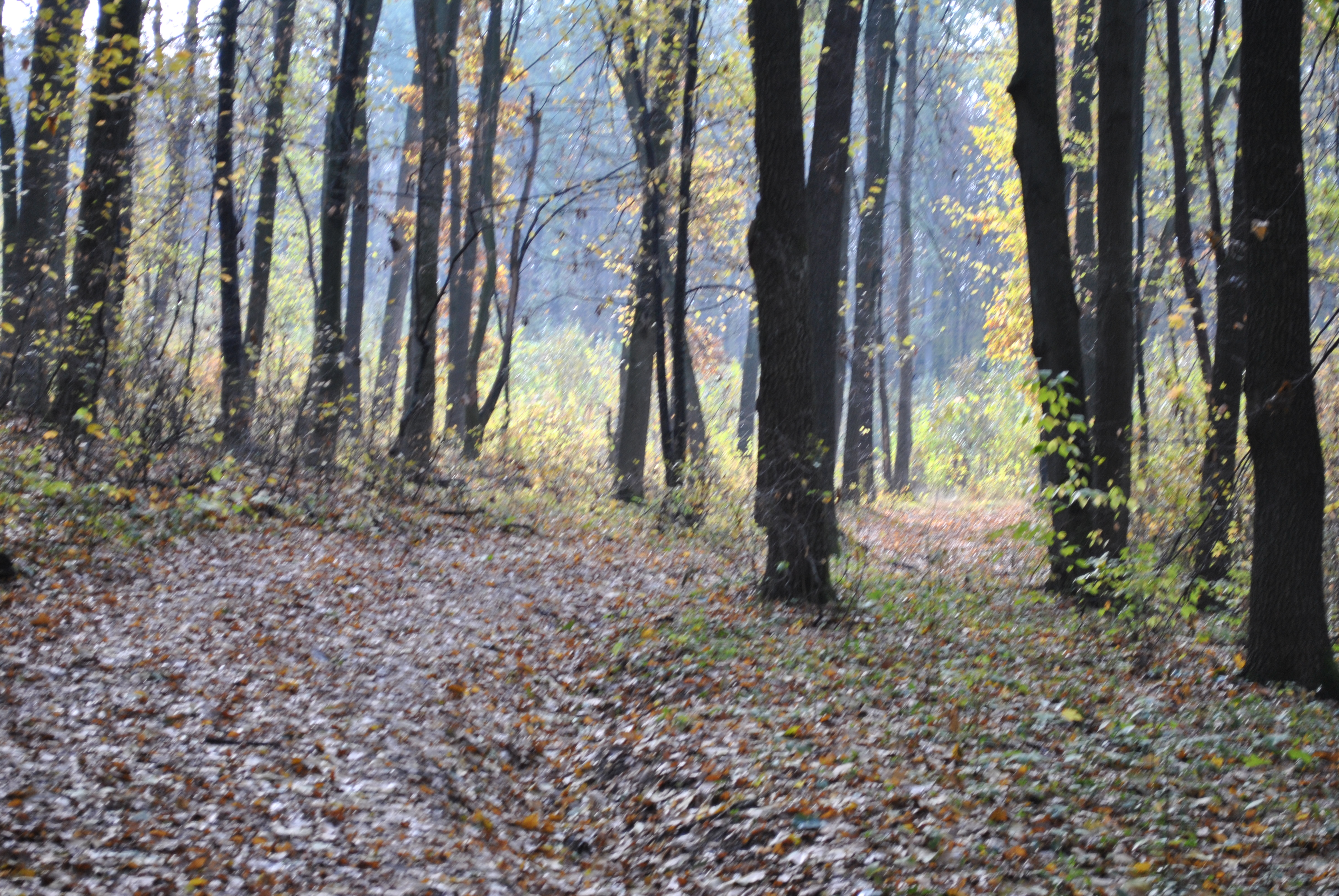